# Slaget ved Atlanta
Slaget ved Atlanta var et slag i Atlanta kampagnen som blev udkæmpet under den amerikanske borgerkrig den 22. juli 1864, lidt sydøst for Atlanta. Selv om navnet lyder så afsluttende foregik slaget midtvejs i kampagnen og byen faldt først 6 uger senere.

## Baggrund
I Atlanta-kampagnen havde generalmajor William Tecumseh Sherman kommandoen over Unionens styrker i det vestlige operationsområde. Unionens hovestyrke i dette slag var Army of the Tennessee, under generalmajor James B. McPherson. Han var en af Sherman's og Grant's foretrukne kommandører, fordi han var hurtig og aggressiv. XV Korps blev kommanderet af generalmajor John A. Logan, XVI Korps af generalmajor Grenville M. Dodge og XVII Korps af generalmajor Frank P. Blair Jr..
I løbet af månederne op til slaget havde den konfødererede general Joseph E. Johnston gentagne gange trukket sig tilbage fra Shermans overlegne styrke. Hele vejen langs jernbanelinien fra Chattanooga i Tennessee til Marietta i Georgia så man det samme mønster; Johnston indtog en defensiv stilling, Sherman manøvrerede rundt om stillingen og Johnston indtog en ny defensiv position. Efter Johnstons tilbagetrækning efter slaget ved Resaca, stødte de to hære igen sammen i Slaget ved Kennesaw Mountain, men de konfødererede ledere var utilfreds med Johnstons tøven overfor at slås med Unionshæren, også selv om der ikke var stor chance for at han kunne vinde. Mens han forberedte sig på slaget ved Peachtree Creek, blev han afløst af generalløjtnant John Bell Hood. Hood slog ud mod Shermans hær ved Peachtree Creek, men angrebet fejlede med store tab til følge.
Med sin stærkt undertallige hær stod Hood overfor to problemer. For det første måtte han forsvare Atlanta, som var et meget vigtigt jernbaneknudepunkt og industrielt center for Konføderationen. For det andet var hans hær lille i sammenligning med de enorme hære som Sherman havde til sin rådighed. Han besluttede at trække sig ind i byen og tirrede Unionstropperne til at rykke frem. McPhersons hær nærmede sig fra Decatur på den østlige side af Atlanta.

## Slaget
I mellemtiden sendte Hood generalløjtnant William J. Hardees korps på en march rundt om Unionens venstre flanke og fik generalmajor Joseph Wheelers kavaleri til at nærme sig Shermans forsyningslinje og fik generalmajor Benjamin F. Cheatham's korps til at angribe Unionens front. Det var en bevægelse, som mindede om Stonewall Jackson, og som kunne have virket. Men det tog længere end ventet for Hardee at komme til den rette position og i mellemtiden havde McPherson korrekt gættet af der var en mulig trussel mod hans venstre flanke og sendt XVI Korps, hans reserve, af sted for at styrke den. Hardee's stødte mødte denne anden styrke og slaget begyndte. Selv om det indledende angreb fra de konfødererede blev slået tilbage begyndte Unionens venstre flanke at vige. Omkring dette tidspunkt blev McPherson, som var redet frem til fronten for at observere slaget, skudt og dræbt af konfødereret infanteri.
Hovedkamplinien formede nu et L med Hardees angreb mod den nedre del af L-et og Cheathams angreb på Unionens front på den lodrette del. Dette var en meget god strategi, for hvis den lykkedes kunne den føre til at Unionstropperne blev omringet og slaget vundet. Hardees angreb gik i stå da Unionens XVI korps omgrupperede sig og holdt linjen. I mellemtiden var Cheathams tropper brudt igennem Unionens linje, men Sherman samlede 20 kanoner nær sit hovedkvarter og lod dem beskyde den konfødererede styrke mens Logans XV Korps omgrupperede sig og slog de konfødereredes angreb tilbage.

## Efterspil
Unionen havde tab på 3.641 (døde, sårede og savnede) mens konføderationen havde 8.499. Det var et ødelæggende tab for den allerede skrumpede konfødererede hær, men de havde fortsat kontrollen over byen. Sherman indrettede sig på en belejring af Atlanta og beskød byen og sendte raids vestpå og sydpå for at afskære byens forsyningslinier fra Macon. Endelig den 31. august erobrede Shermans hær jernbanen fra Macon og pressede de konfødererede tilbage til Lovejoy Station. Unionens styrker i Jonesborough kunne høre eksplosionerne om natten da Hood trak sine tropper ud af Atlanta og ødelagde forsyningsdeporter for at hindre at de kom i Unionens hænder. Den 2. september mødte en komite bestående af borgmesteren, James Calhoun og de unionsvenlige borgere William Markham, Jonathan Norcross og Edward Rawson en kaptajnen fra generalmajor Henry W. Slocums stab og overgav byen. Sherman sendte et telegram til Washington med teksten: "Atlanta er vores, og vundet på ærlig vis" og han opstillede sit hovedkvarter der den 7. september, og blev der i to måneder. Han beordrede hele byen evakueret. Derefter brændte hæren byen af og forlod den mod øst på det, som kendt som Shermans march til havet.
Atlantas fald var især bemærkelsesværdig for de politiske konsekvenser. Den tidligere unionsgeneral George B. McClellan var opstillet imod Abraham Lincoln med et program om fred ved præsidentvalget i 1864. En del Demokrater ville have en våbenhvile med de konfødererede. Hvis denne våbenhvile var blevet indgået, er det højst usandsynligt at krigen kunne være fortsat; men erobringen af Atlanta og Hoods afbrænding af mange af de militære installationer, da han evakuerede byen, blev udførligt dækket af aviserne i Nordstatene og gav moralen et løft. Lincoln blev genvalgt med et betydeligt flertal.
Slagmarken er i dag bebygget med boliger og virksomheder, og kun nogle få mindesmærker erindrer om slaget. For at erindre 140 års dagen for slaget i 2004 blev to nye mindesmærker opført i Inman Park bydelen. Den "L"-formede slaglinje svarer nogenlunde til det der nu er Moreland Avenue mellem Little Five Points og I-20 som nord-syd linjen og I-20 som den øst-vestlige linje hvor Hardee satte sit angreb ind.
Atlanta Cyclorama indeholder et cirkelrundt billede af slaget og et museum om slaget.

## Eksterne links
- Animeret gengivelse af slaget ved Atlanta Arkiveret 4. marts 2016 hos  Wayback Machine